# Formel-1-Weltmeisterschaft 2004

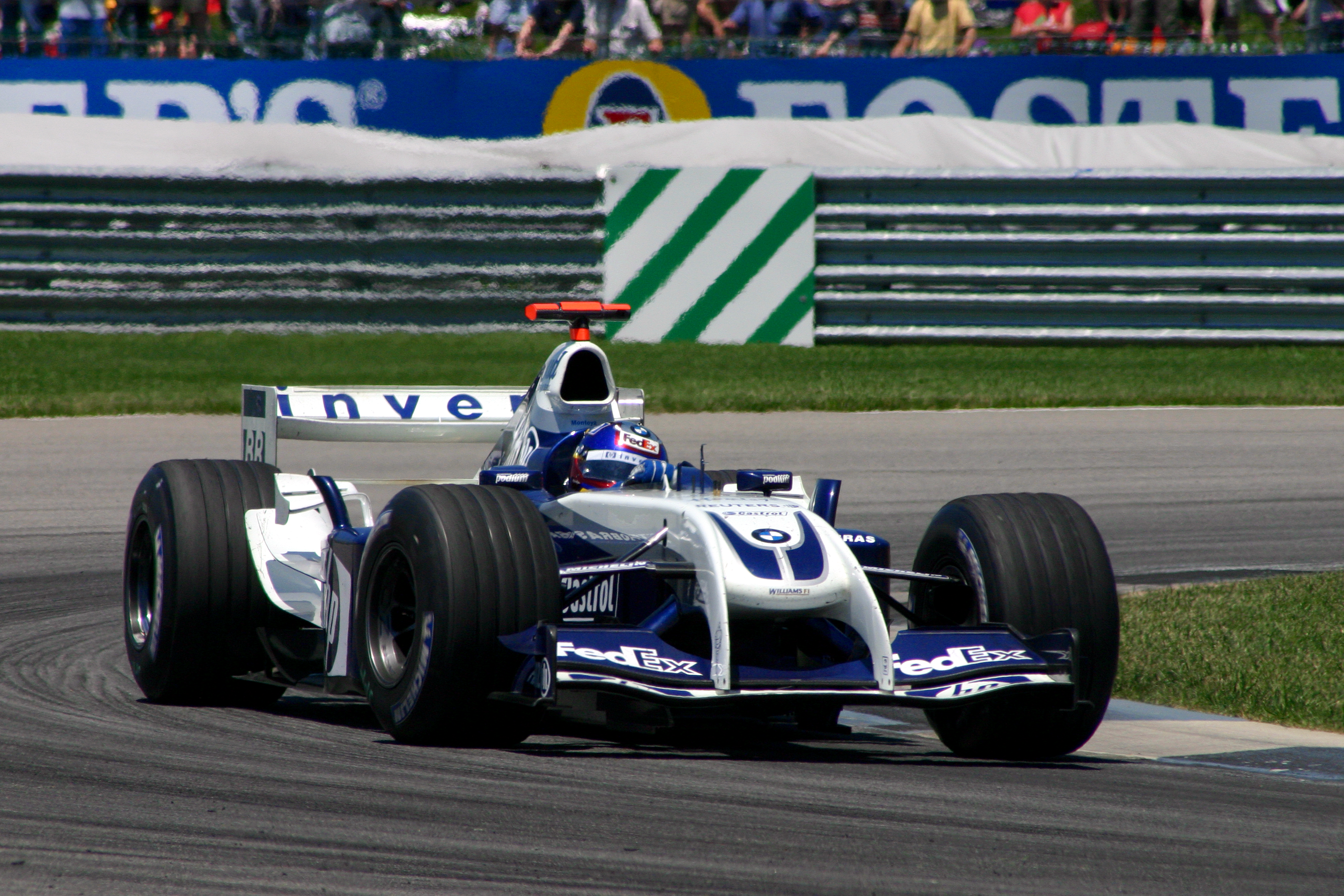
Juan Pablo Montoya im Williams FW26

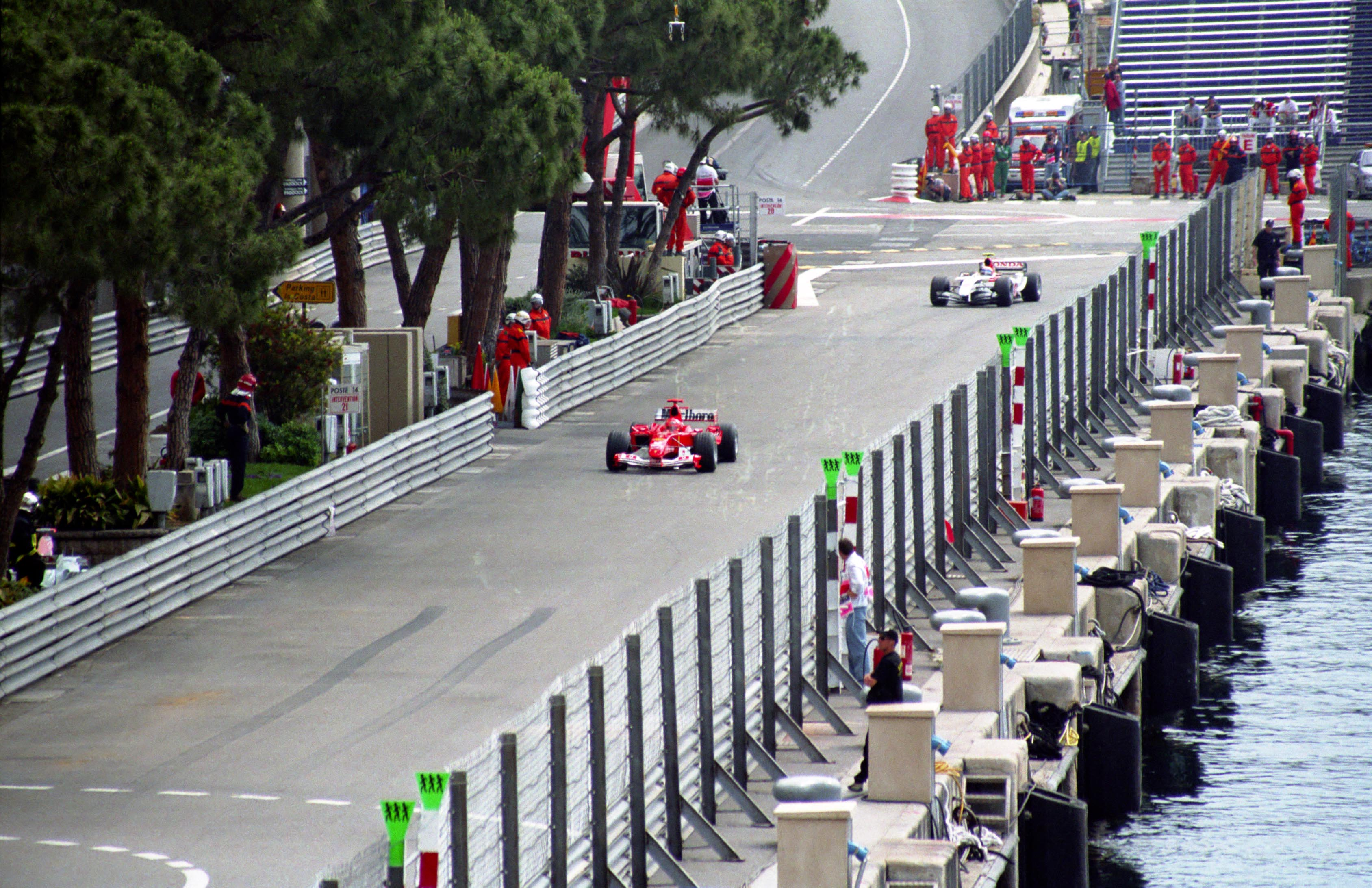
Rennszene aus dem Großen Preis von Monaco

Die Formel-1-Weltmeisterschaft 2004 war die 55. Saison der Formel-1-Weltmeisterschaft. Sie wurde über 18 Rennen in der Zeit vom 7. März bis zum 24. Oktober ausgetragen.
Zum insgesamt 7. Mal, zum 5. Mal in Folge und letzten Mal wurde Michael Schumacher Weltmeister, damit ist er, gemeinsam mit Lewis Hamilton, der erfolgreichste Formel-1-Pilot der Rennsportgeschichte. Das Ferrari-Team konnte zum insgesamt 14. Mal und 6. Mal in Folge den Weltmeistertitel in der Konstrukteurswertung für sich entscheiden.
Bei vielen in dieser Saison gefahrenen Rennen wurde vom Sieger entweder für die jeweilige Streckenkonfiguration oder sogar streckenkonfigurationsübergreifend die bis heute gültige schnellste Renndurchschnittsgeschwindigkeit erreicht. In den Folgejahren sukzessive beschlossene Reglementänderungen zur Kostenreduktion und um den Wettbewerb für den Zuschauer spannender zu machen führten dazu, dass die Bestzeiten aus dieser damit schnellsten Formel-1-Saison auf vielen Strecken trotz des technischen Fortschritts Bestand haben.

## Änderungen 2004

### Rennstrecken
In der Saison 2004 wurden 18 Grands Prix ausgetragen. Zum ersten Mal fand am 4. April der Große Preis von Bahrain statt, der Große Preis von China wurde am 26. September ebenfalls zum ersten Mal ausgetragen. Der Große Preis von Belgien kehrte nach einem Jahr Pause in den Kalender zurück. Nicht mehr ausgetragen wurde der Große Preis von Österreich, der erst 2014 wieder Teil der Formel-1-Weltmeisterschaft wurde.
Das Saisonfinale fand 2004 in Brasilien statt. Der Große Preis von Brasilien hatte seinen Platz zuvor üblicherweise in der Frühphase der Saison.

### Technisches Reglement
Um eine Kostenreduzierung zu erreichen, wurde die Regel eingeführt, dass jeder Motor ein gesamtes Rennwochenende durchhalten soll. Muss ein Motor während des Wochenendes ausgetauscht werden, wird der Fahrer mit einer Verschlechterung des Startplatzes um zehn Plätze bestraft.
Elektronische Fahrhilfen wurden eingeschränkt. Die Startautomatik (Launch Control) sowie die vollautomatische Steuerung des Getriebes wurden verboten. Die Traktionskontrolle blieb, durfte allerdings erst ab einer Geschwindigkeit von 100 km/h eingreifen.
Während der Saison wurde das Front-Torque Transfer System, welches BAR einsetzte und erstmals 1999 von Benetton verwendet wurde, von der FIA trotz vorübergehender Legalität verboten.

### Sportliches Reglement
Das Qualifying wurde komplett auf den Samstag gelegt und in zwei Sessions unterteilt, in denen der Fahrer jeweils nur eine schnelle Runde fahren darf. In der ersten Session starten die Fahrer in der Reihenfolge, in der sie im vorangegangenen Rennen ins Ziel kamen (beim ersten Rennen wurde die Reihenfolge nach dem WM-Endstand von 2003 gewählt). Sie dient dazu, die Reihenfolge für die zweite Session zu ermitteln, in der es dann um die Startplätze für das Rennen geht. Die zweite Session war direkt im Anschluss an die erste. Die Piloten fuhren in umgekehrter Reihenfolge des ersten Qualifyingabschnittes. Das Warm-Up am Sonntag wurde abgeschafft.
Beim Freitagstraining durften die Teams ab der Saison 2004 einen dritten Fahrer einsetzen. Von dieser Regel ausgenommen sind die Teams, die in der vorherigen Saison in der Konstrukteurswertung die Plätze 1 bis 4 belegten.
Das Tempolimit in der Boxengasse wurde von 80 km/h auf 100 km/h erhöht. In Einzelfällen wurde jedoch aus Sicherheitsgründen darauf verzichtet.

### Fahrer
Die Saison 2004 begann mit einigen Änderungen in der Fahrerbesetzung der Teams. Die Teams Minardi, Jordan und Sauber wechselten dabei sämtliche Fahrer aus.
Nick Heidfeld und Giancarlo Fisichella wechselten die Plätze, indem Heidfeld zu Jordan und Fisichella zu Sauber ging. Der zweite neue Fahrer bei Sauber war Felipe Massa, der nach einem Jahr als Testfahrer bei Ferrari zu Sauber zurückkehrte. Massa bestritt schon die Saison 2002 für das Sauber-Team. Jordan setzte als zweiten Fahrer den drittplatzierten der vergangenen Formel-3000-Saison, Giorgio Pantano, ein.
Takuma Satō ersetzte Jacques Villeneuve bei BAR-Honda bereits vor Ablauf der Formel-1-Saison 2003, da der Kanadier der Teamleitung zu teuer war. Villeneuve verließ die Formel 1 für einige Monate, bis er von Renault für den vorzeitig und überraschend gefeuerten Jarno Trulli für zwei Rennen in der laufenden Saison 2004 reaktiviert wurde, ohne besonderen Eindruck zu machen. Jarno Trulli hatte nach dem Großen Preis von Italien Renault verlassen, konnte aber schon beim Großen Preis von Japan, diesmal für Toyota Racing, wieder in die WM einsteigen.
Auch Heinz-Harald Frentzen hatte die Formel 1 verlassen, da er kein Vertragsteam mehr finden konnte. Bei Jaguar ersetzte Christian Klien den Vorjahresfahrer Justin Wilson. Minardi startete mit Gianmaria Bruni und Zsolt Baumgartner als neuen Fahrern.
Weitere Änderungen wurden während der Saison vorgenommen.

## Teams und Fahrer
| Bild           | Team                       | Chassis                        | Motor                 | Reifen | Nr. | Fahrer               | Rennen     | Nr. | Dritter Fahrer             | Testfahrer                         |
| -------------- | -------------------------- | ------------------------------ | --------------------- | ------ | --- | -------------------- | ---------- | --- | -------------------------- | ---------------------------------- |
| Ferrari F2004  | Scuderia Ferrari Marlboro  | Ferrari F2004                  | Ferrari 3.0 V10       | B      | 01  | Michael Schumacher   | 1–18       |     | —1                         | Luca Badoer Luciano Burti          |
| Ferrari F2004  | Scuderia Ferrari Marlboro  | Ferrari F2004                  | Ferrari 3.0 V10       | B      | 02  | Rubens Barrichello   | 1–18       |     | —1                         | Luca Badoer Luciano Burti          |
| Williams FW26  | BMW WilliamsF1 Team        | Williams FW26                  | BMW 3.0 V10           | M      | 03  | Juan Pablo Montoya   | 1–18       |     | —1                         | Marc Gené Antonio Pizzonia         |
| Williams FW26  | BMW WilliamsF1 Team        | Williams FW26                  | BMW 3.0 V10           | M      | 04  | Ralf Schumacher      | 1–9, 16–18 |     | —1                         | Marc Gené Antonio Pizzonia         |
| Williams FW26  | BMW WilliamsF1 Team        | Williams FW26                  | BMW 3.0 V10           | M      | 04  | Marc Gené            | 10, 11     |     | —1                         | Marc Gené Antonio Pizzonia         |
| Williams FW26  | BMW WilliamsF1 Team        | Williams FW26                  | BMW 3.0 V10           | M      | 04  | Antonio Pizzonia     | 12–15      |     | —1                         | Marc Gené Antonio Pizzonia         |
| McLaren MP4-19 | West McLaren Mercedes      | McLaren MP4-19 McLaren MP4-19B | Mercedes-Benz 3.0 V10 | M      | 05  | David Coulthard      | 1–18       |     | —1                         | Pedro de la Rosa Alexander Wurz    |
| McLaren MP4-19 | West McLaren Mercedes      | McLaren MP4-19 McLaren MP4-19B | Mercedes-Benz 3.0 V10 | M      | 06  | Kimi Räikkönen       | 1–18       |     | —1                         | Pedro de la Rosa Alexander Wurz    |
| Renault R24    | Mild Seven Renault F1 Team | Renault R24                    | Renault 3.0 V10       | M      | 07  | Jarno Trulli         | 1–15       |     | —1                         | Franck Montagny Jacques Villeneuve |
| Renault R24    | Mild Seven Renault F1 Team | Renault R24                    | Renault 3.0 V10       | M      | 07  | Jacques Villeneuve   | 16–18      |     | —1                         | Franck Montagny Jacques Villeneuve |
| Renault R24    | Mild Seven Renault F1 Team | Renault R24                    | Renault 3.0 V10       | M      | 08  | Fernando Alonso      | 1–18       |     | —1                         | Franck Montagny Jacques Villeneuve |
| BAR 006        | Lucky Strike BAR Honda     | BAR 006                        | Honda 3.0 V10         | M      | 09  | Jenson Button        | 1–18       | 35  | Anthony Davidson           | Anthony Davidson                   |
| BAR 006        | Lucky Strike BAR Honda     | BAR 006                        | Honda 3.0 V10         | M      | 10  | Takuma Satō          | 1–18       | 35  | Anthony Davidson           | Anthony Davidson                   |
| Sauber C23     | Sauber Petronas            | Sauber C23                     | Petronas 3.0 V10      | B      | 11  | Giancarlo Fisichella | 1–18       | 36  | —                          | Neel Jani                          |
| Sauber C23     | Sauber Petronas            | Sauber C23                     | Petronas 3.0 V10      | B      | 12  | Felipe Massa         | 1–18       | 36  | —                          | Neel Jani                          |
| Jaguar R5      | Jaguar Racing              | Jaguar R5                      | Ford Cosworth 3.0 V10 | M      | 14  | Mark Webber          | 1–18       | 37  | Björn Wirdheim             | Björn Wirdheim                     |
| Jaguar R5      | Jaguar Racing              | Jaguar R5                      | Ford Cosworth 3.0 V10 | M      | 15  | Christian Klien      | 1–18       | 37  | Björn Wirdheim             | Björn Wirdheim                     |
| Toyota TF104   | Panasonic Toyota Racing    | Toyota TF104 Toyota TF104B     | Toyota 3.0 V10        | M      | 16  | Cristiano da Matta   | 1–12       | 38  | Ryan Briscoe Ricardo Zonta | Ryan Briscoe                       |
| Toyota TF104   | Panasonic Toyota Racing    | Toyota TF104 Toyota TF104B     | Toyota 3.0 V10        | M      | 16  | Ricardo Zonta        | 13–16      | 38  | Ryan Briscoe Ricardo Zonta | Ryan Briscoe                       |
| Toyota TF104   | Panasonic Toyota Racing    | Toyota TF104 Toyota TF104B     | Toyota 3.0 V10        | M      | 16  | Jarno Trulli         | 17, 18     | 38  | Ryan Briscoe Ricardo Zonta | Ryan Briscoe                       |
| Toyota TF104   | Panasonic Toyota Racing    | Toyota TF104 Toyota TF104B     | Toyota 3.0 V10        | M      | 17  | Olivier Panis        | 1–17       | 38  | Ryan Briscoe Ricardo Zonta | Ryan Briscoe                       |
| Toyota TF104   | Panasonic Toyota Racing    | Toyota TF104 Toyota TF104B     | Toyota 3.0 V10        | M      | 17  | Ricardo Zonta        | 18         | 38  | Ryan Briscoe Ricardo Zonta | Ryan Briscoe                       |
| Jordan EJ14    | Jordan Ford                | Jordan EJ14                    | Ford 3.0 V10          | B      | 18  | Nick Heidfeld        | 1–18       | 39  | Robert Doornbos Timo Glock | Robert Doornbos                    |
| Jordan EJ14    | Jordan Ford                | Jordan EJ14                    | Ford 3.0 V10          | B      | 19  | Giorgio Pantano      | 1–7, 9–15  | 39  | Robert Doornbos Timo Glock | Robert Doornbos                    |
| Jordan EJ14    | Jordan Ford                | Jordan EJ14                    | Ford 3.0 V10          | B      | 19  | Timo Glock           | 8, 16–18   | 39  | Robert Doornbos Timo Glock | Robert Doornbos                    |
| Minardi PS04B  | Wilux Minardi Cosworth     | Minardi PS04B                  | Ford Cosworth 3.0 V10 | B      | 20  | Gianmaria Bruni      | 1–18       | 40  | Bas Leinders               | Tiago Monteiro                     |
| Minardi PS04B  | Wilux Minardi Cosworth     | Minardi PS04B                  | Ford Cosworth 3.0 V10 | B      | 21  | Zsolt Baumgartner    | 1–18       | 40  | Bas Leinders               | Tiago Monteiro                     |

1 Die ersten vier Teams der vorhergehenden Saison durften keinen dritten Fahrer bei den Freitags-Trainings einsetzen.

## Rennkalender
| Nr. | Datum         | Grand Prix (Strecke)         | Distanz (km) | Sieger                            | Zweiter                           | Dritter                           | Pole- Position                    | Schnellste Rennrunde              | Gesamtführender Fahrer       | Gesamtführender Konstrukteur |
| --- | ------------- | ---------------------------- | ------------ | --------------------------------- | --------------------------------- | --------------------------------- | --------------------------------- | --------------------------------- | ---------------------------- | ---------------------------- |
| 01  | 7. März       | Australien (Melbourne)       | 307,574      | Michael Schumacher (Ferrari)      | Rubens Barrichello (Ferrari)      | Fernando Alonso (Renault)         | Michael Schumacher (Ferrari)      | Michael Schumacher (Ferrari)      | Michael Schumacher (Ferrari) | Ferrari                      |
| 02  | 21. März      | Malaysia (Sepang)            | 310,408      | Michael Schumacher (Ferrari)      | Juan Pablo Montoya (Williams-BMW) | Jenson Button (BAR-Honda)         | Michael Schumacher (Ferrari)      | Juan Pablo Montoya (Williams-BMW) | Michael Schumacher (Ferrari) | Ferrari                      |
| 03  | 4. April      | Bahrain (as-Sachir)          | 308,769      | Michael Schumacher (Ferrari)      | Rubens Barrichello (Ferrari)      | Jenson Button (BAR-Honda)         | Michael Schumacher (Ferrari)      | Michael Schumacher (Ferrari)      | Michael Schumacher (Ferrari) | Ferrari                      |
| 04  | 25. April     | San Marino (Imola)           | 305,609      | Michael Schumacher (Ferrari)      | Jenson Button (BAR-Honda)         | Juan Pablo Montoya (Williams-BMW) | Jenson Button (BAR-Honda)         | Michael Schumacher (Ferrari)      | Michael Schumacher (Ferrari) | Ferrari                      |
| 05  | 9. Mai        | Spanien (Montmeló)           | 305,256      | Michael Schumacher (Ferrari)      | Rubens Barrichello (Ferrari)      | Jarno Trulli (Renault)            | Michael Schumacher (Ferrari)      | Michael Schumacher (Ferrari)      | Michael Schumacher (Ferrari) | Ferrari                      |
| 06  | 23. Mai       | Monaco (Monte Carlo)         | 257,180      | Jarno Trulli (Renault)            | Jenson Button (BAR-Honda)         | Rubens Barrichello (Ferrari)      | Jarno Trulli (Renault)            | Michael Schumacher (Ferrari)      | Michael Schumacher (Ferrari) | Ferrari                      |
| 07  | 30. Mai       | Europa (Nürburg)             | 308,863      | Michael Schumacher (Ferrari)      | Rubens Barrichello (Ferrari)      | Jenson Button (BAR-Honda)         | Michael Schumacher (Ferrari)      | Michael Schumacher (Ferrari)      | Michael Schumacher (Ferrari) | Ferrari                      |
| 08  | 13. Juni      | Kanada (Montréal)            | 305,270      | Michael Schumacher (Ferrari)      | Rubens Barrichello (Ferrari)      | Jenson Button (BAR-Honda)         | Ralf Schumacher (Williams-BMW)    | Rubens Barrichello (Ferrari)      | Michael Schumacher (Ferrari) | Ferrari                      |
| 09  | 20. Juni      | USA (Indianapolis)           | 306,016      | Michael Schumacher (Ferrari)      | Rubens Barrichello (Ferrari)      | Takuma Satō (BAR-Honda)           | Rubens Barrichello (Ferrari)      | Rubens Barrichello (Ferrari)      | Michael Schumacher (Ferrari) | Ferrari                      |
| 10  | 4. Juli       | Frankreich (Magny-Cours)     | 308,586      | Michael Schumacher (Ferrari)      | Fernando Alonso (Renault)         | Rubens Barrichello (Ferrari)      | Fernando Alonso (Renault)         | Michael Schumacher (Ferrari)      | Michael Schumacher (Ferrari) | Ferrari                      |
| 11  | 11. Juli      | Großbritannien (Silverstone) | 308,355      | Michael Schumacher (Ferrari)      | Kimi Räikkönen (McLaren-Mercedes) | Rubens Barrichello (Ferrari)      | Kimi Räikkönen (McLaren-Mercedes) | Michael Schumacher (Ferrari)      | Michael Schumacher (Ferrari) | Ferrari                      |
| 12  | 25. Juli      | Deutschland (Hockenheim)     | 301,884      | Michael Schumacher (Ferrari)      | Jenson Button (BAR-Honda)         | Fernando Alonso (Renault)         | Michael Schumacher (Ferrari)      | Kimi Räikkönen (McLaren-Mercedes) | Michael Schumacher (Ferrari) | Ferrari                      |
| 13  | 15. August    | Ungarn (Mogyoród)            | 306,663      | Michael Schumacher (Ferrari)      | Rubens Barrichello (Ferrari)      | Fernando Alonso (Renault)         | Michael Schumacher (Ferrari)      | Michael Schumacher (Ferrari)      | Michael Schumacher (Ferrari) | Ferrari                      |
| 14  | 29. August    | Belgien (Spa-Francorchamps)  | 306,812      | Kimi Räikkönen (McLaren-Mercedes) | Michael Schumacher (Ferrari)      | Rubens Barrichello (Ferrari)      | Jarno Trulli (Renault)            | Kimi Räikkönen (McLaren-Mercedes) | Michael Schumacher (Ferrari) | Ferrari                      |
| 15  | 12. September | Italien (Monza)              | 306,720      | Rubens Barrichello (Ferrari)      | Michael Schumacher (Ferrari)      | Jenson Button (BAR-Honda)         | Rubens Barrichello (Ferrari)      | Rubens Barrichello (Ferrari)      | Michael Schumacher (Ferrari) | Ferrari                      |
| 16  | 26. September | China (Shanghai)             | 305,256      | Rubens Barrichello (Ferrari)      | Jenson Button (BAR-Honda)         | Kimi Räikkönen (McLaren-Mercedes) | Rubens Barrichello (Ferrari)      | Michael Schumacher (Ferrari)      | Michael Schumacher (Ferrari) | Ferrari                      |
| 17  | 10. Oktober   | Japan (Suzuka)               | 307,573      | Michael Schumacher (Ferrari)      | Ralf Schumacher (Williams-BMW)    | Jenson Button (BAR-Honda)         | Michael Schumacher (Ferrari)      | Rubens Barrichello (Ferrari)      | Michael Schumacher (Ferrari) | Ferrari                      |
| 18  | 24. Oktober   | Brasilien (São Paulo)        | 305,909      | Juan Pablo Montoya (Williams-BMW) | Kimi Räikkönen (McLaren-Mercedes) | Rubens Barrichello (Ferrari)      | Rubens Barrichello (Ferrari)      | Juan Pablo Montoya (Williams-BMW) | Michael Schumacher (Ferrari) | Ferrari                      |

## Rennberichte

### Großer Preis von Australien
| Platz | Fahrer             | Team             | Zeit        |
| ----- | ------------------ | ---------------- | ----------- |
| 1     | Michael Schumacher | Ferrari          | 1:24:15,757 |
| 2     | Rubens Barrichello | Ferrari          | + 13,605    |
| 3     | Fernando Alonso    | Renault          | + 34,673    |
| 4     | Ralf Schumacher    | Williams-BMW     | + 1:00,423  |
| 5     | Juan Pablo Montoya | Williams-BMW     | + 1:08,536  |
| 6     | Jenson Button      | BAR-Honda        | + 1:10,598  |
| 7     | Jarno Trulli       | Renault          | + 1 Runde   |
| 8     | David Coulthard    | McLaren-Mercedes | + 1 Runde   |

Der Große Preis von Australien in Melbourne (Australien) fand am 7. März 2004 statt und ging über 58 Runden (307,574 km).
Entgegen den Erwartungen der Konkurrenz, die nach der Winterpause mit Reifenproblemen bei Bridgestone gerechnet hatten, gelangen Michael Schumacher bereits im Training nach ein paar Runden gute Rundenzeiten, die die mäßige Vorstellung Ferraris vor der Saison vergessen machten.
Schumacher erreichte die Pole-Position vor Barrichello und Montoya und fuhr mit 1:24,125 Minuten die schnellste Rennrunde. Einzig Alonso konnte während des Rennens die Geschwindigkeit der beiden führenden Ferrari-Piloten mitgehen.
Mit Massa, Heidfeld, Bruni, Webber, Baumgartner und Räikkönen konnten sechs Fahrer das Rennen aufgrund von technischen Problemen nicht beenden.

### Großer Preis von Malaysia
| Platz | Fahrer             | Team             | Zeit        |
| ----- | ------------------ | ---------------- | ----------- |
| 1     | Michael Schumacher | Ferrari          | 1:31:07,490 |
| 2     | Juan Pablo Montoya | Williams-BMW     | + 5,022     |
| 3     | Jenson Button      | BAR-Honda        | + 6,546     |
| 4     | Rubens Barrichello | Ferrari          | + 13,616    |
| 5     | Jarno Trulli       | Renault          | + 23,744    |
| 6     | David Coulthard    | McLaren-Mercedes | + 1:15,738  |
| 7     | Fernando Alonso    | Renault          | + 1:24,779  |
| 8     | Felipe Massa       | Sauber-Petronas  | + 1 Runde   |

Der Große Preis von Malaysia in Kuala Lumpur in Malaysia fand am 21. März 2004 statt und ging über 56 Runden (310,408 km).
Auch im Glutofen von Malaysia – die Lufttemperatur betrug am Renntag 40 Grad – konnte Ferrari das beste Auto an den Start bringen. Der im Qualifying überraschend zweitplatzierte Mark Webber auf dem Michelin-bereiften Jaguar führte nur kurzzeitig, um nach einem Dreher in der 24. Runde schließlich auszuscheiden.
Für McLaren verlief das Rennen enttäuschend: Coulthard kam zwar auf einen sechsten Platz, aber Kimi Räikkönen musste nach dem Motorschaden in Melbourne diesmal mit einem Getriebeschaden aufgeben. Montoya fuhr die schnellste Rennrunde mit 1:34,223 Minuten, während sein Teamkollege Ralf Schumacher nach einer Kollision mit Webber zunächst zurückfiel und am Ende mit einem Motorschaden ausschied.

### Großer Preis von Bahrain
| Platz | Fahrer             | Team            | Zeit        |
| ----- | ------------------ | --------------- | ----------- |
| 1     | Michael Schumacher | Ferrari         | 1:28:34,875 |
| 2     | Rubens Barrichello | Ferrari         | + 1,367     |
| 3     | Jenson Button      | BAR-Honda       | + 26,687    |
| 4     | Jarno Trulli       | Renault         | + 32,214    |
| 5     | Takuma Satō        | BAR-Honda       | + 52,460    |
| 6     | Fernando Alonso    | Renault         | + 53,156    |
| 7     | Ralf Schumacher    | Williams-BMW    | + 58,155    |
| 8     | Mark Webber        | Jaguar-Cosworth | + 1 Runde   |

Der Große Preis von Bahrain in Bahrain fand am 4. April 2004 statt und ging über 57 Runden (308,769 km).
Auch im Scheichtum fuhren die Ferrari-Piloten wieder einen Doppelsieg heraus. Insgesamt waren die Rückstände der anderen Teams allerdings nicht so deutlich wie bei den ersten beiden Rennen der Saison.
McLaren erlebte mit einem flammenden Motorschaden bei Räikkönens Wagen und einem Getriebeschaden bei Coulthard ein „Schwarzes Wochenende“. Nach nur vier Punkten bei drei Starts sprach bei Mercedes niemand mehr über den WM-Titel. Ralf Schumacher verspielte bei einer Kollision mit Satō eine bessere Platzierung als Platz 7.
Michael Schumacher schaffte hingegen nach der Pole vor Barrichello und Montoya und dem Sieg auch die schnellste Rennrunde mit 1:34,223 Minuten.

### Großer Preis von San Marino
| Platz | Fahrer             | Team             | Zeit        |
| ----- | ------------------ | ---------------- | ----------- |
| 1     | Michael Schumacher | Ferrari          | 1:26:19,670 |
| 2     | Jenson Button      | BAR-Honda        | + 9,702     |
| 3     | Juan Pablo Montoya | Williams-BMW     | + 21,617    |
| 4     | Fernando Alonso    | Renault          | + 23,654    |
| 5     | Jarno Trulli       | Renault          | + 36,216    |
| 6     | Rubens Barrichello | Ferrari          | + 36,683    |
| 7     | Ralf Schumacher    | Williams-BMW     | + 55,730    |
| 8     | Kimi Räikkönen     | McLaren-Mercedes | + 1 Runde   |

Der Große Preis von San Marino in Imola fand am 25. April 2004 statt und ging über 62 Runden (305,606 km).
Jenson Button feierte im Qualifying seine erste Pole. Michael Schumacher und Juan Pablo Montoya rangierten auf den Startplätzen 2 und 3. Bereits in der ersten Runde gab es ein Rad-an-Rad-Duell beider Piloten durch zwei Kurven, wobei Montoya an ungeeigneten Stellen zu überholen versuchte und Schumacher seinen Wagen so weit nach außen tragen ließ, dass der Kolumbianer neben die Strecke geriet. Rennleiter Charlie Whiting sah dies jedoch als normales Rennduell an, so dass beide Kontrahenten ohne Ermahnung blieben.
Button hatte nur Benzin für zehn Runden gefasst und musste nach seinem Boxenstopp Michael Schumacher die Führung überlassen, die dieser bis ins Ziel nicht mehr abgab. Der Vizeweltmeister des Vorjahres, Kimi Räikkönen, kam nach einem verpatzten Training und vom letzten Platz startend mit dem achten Rang und einer Runde Rückstand zum ersten Mal im Jahr 2004 in die Punkte.
Mit 1:20,411 Minuten fuhr Michael Schumacher die schnellste Rennrunde. Heidfeld, da Matta, Bruni und Pantano fielen mit technischen Problemen aus.

### Großer Preis von Spanien
| Platz | Fahrer               | Team            | Zeit        |
| ----- | -------------------- | --------------- | ----------- |
| 1     | Michael Schumacher   | Ferrari         | 1:27:32,841 |
| 2     | Rubens Barrichello   | Ferrari         | + 13,290    |
| 3     | Jarno Trulli         | Renault         | + 32,294    |
| 4     | Fernando Alonso      | Renault         | + 32,952    |
| 5     | Takuma Satō          | BAR-Honda       | + 42,327    |
| 6     | Ralf Schumacher      | Williams-BMW    | + 1:13,804  |
| 7     | Giancarlo Fisichella | Sauber-Petronas | + 1:17,108  |
| 8     | Jenson Button        | BAR-Honda       | + 1 Runde   |

Der Große Preis von Spanien in Montmeló fand am 9. Mai 2004 statt und ging über eine Distanz von 66 Runden (305,256 km).
Der Überraschungsmann des Wochenendes Takuma Satō konnte seine stetige Schnelligkeit nicht ganz umsetzen und landete auf dem fünften Rang, während sein Teamkollege Button ein verpatztes Qualifying nach einer Aufholjagd auf den letzten Punkterang abschloss. Nach der Pole-Position für Michael Schumacher eroberte Ferrari neben dem fünften Sieg beim fünften Rennen auch einen ungefährdeten Doppelsieg. Mit 1:17,450 Minuten fuhr Schumacher außerdem erneut die schnellste Rennrunde.
Der 10. und 11. Rang der beiden McLaren-Mercedes-Piloten Coulthard und Räikkönen bedeutete einen weiteren Tiefpunkt für das ambitionierte Team. Beide Williams-Fahrer kämpften mit Bremsproblemen, wodurch Montoya sogar aufgeben musste. Weitere Ausfälle waren durch Pantano, Klien, Panis, Heidfeld, Bruni und Baumgartner zu verzeichnen.

### Großer Preis von Monaco
| Platz | Fahrer             | Team            | Zeit        |
| ----- | ------------------ | --------------- | ----------- |
| 1     | Jarno Trulli       | Renault         | 1:45:46,601 |
| 2     | Jenson Button      | BAR-Honda       | + 0,497     |
| 3     | Rubens Barrichello | Ferrari         | + 1:15,766  |
| 4     | Juan Pablo Montoya | Williams-BMW    | + 1 Runde   |
| 5     | Felipe Massa       | Sauber-Petronas | + 1 Runde   |
| 6     | Cristiano da Matta | Toyota          | + 1 Runde   |
| 7     | Nick Heidfeld      | Jordan-Ford     | + 2 Runden  |
| 8     | Olivier Panis      | Toyota          | + 3 Runden  |

Der Große Preis von Monaco in Monte Carlo fand am 23. Mai 2004 statt und ging über eine Distanz von 77 Runden (257,180 km).
Im Qualifying erreichte Trulli vor Ralf Schumacher und Button die Pole-Position.
Bereits in der 3. Rennrunde kam es aufgrund eines Motorschadens von Takuma Satōs BAR-Honda und der sich bildenden Rauchwolke zu einem Überschlag von Giancarlo Fisichellas Sauber. Es folgte die erste Safety-Car-Phase, der später nach einem Unfall von Fernando Alonso, der beim Versuch, Ralf Schumacher in der Tunnelpassage zu überrunden, in die Leitplanken fuhr, eine weitere folgte.
Der nach dem Start führende Trulli kam während der ersten Safety-Car-Phase in die Boxengasse zum vorgezogenen Stopp. Michael Schumacher übernahm daraufhin die Führung und fuhr mit 1:14,439 die schnellste Runde.
Eine Runde vor Ende der zweiten Safety-Car-Phase fuhr der hinter dem Deutschen fahrende Juan Pablo Montoya in das Heck des Ferraris und drängte Schumacher in die Leitplanken. Mit gebrochener linker Vorderradaufhängung und abgerissenem Frontspoiler musste Schumacher daraufhin das Rennen aufgeben. Dadurch konnte Trulli seinen einzigen Grand-Prix-Sieg feiern, während Nick Heidfeld im unterlegenen Jordan-Ford seine ersten diesjährigen WM-Punkte einfuhr.

### Großer Preis von Europa
| Platz | Fahrer               | Team            | Zeit        |
| ----- | -------------------- | --------------- | ----------- |
| 1     | Michael Schumacher   | Ferrari         | 1:32:35,101 |
| 2     | Rubens Barrichello   | Ferrari         | + 17,989    |
| 3     | Jenson Button        | BAR-Honda       | + 22,533    |
| 4     | Jarno Trulli         | Renault         | + 53,673    |
| 5     | Fernando Alonso      | Renault         | + 1:00,987  |
| 6     | Giancarlo Fisichella | Sauber-Petronas | + 1:13,448  |
| 7     | Mark Webber          | Jaguar-Cosworth | + 1:16,206  |
| 8     | Juan Pablo Montoya   | Williams-BMW    | + 1 Runde   |

Der Große Preis von Europa am Nürburgring fand am 30. Mai 2004 statt und ging über eine Distanz von 60 Runden (308,863 km).
Die Pole-Position erreichte Michael Schumacher vor Satō und Trulli. Schumacher siegte ungefährdet und konnte mit 1:29,468 Minuten erneut die schnellste Rennrunde erreichen.
Montoya kollidierte bereits am Start mit seinem Teamkollegen Ralf Schumacher, der direkt das Rennen beenden musste. Auch da Matta war in den Unfall verwickelt und schied ebenfalls aus. Montoya beschädigte dabei auch den Frontspoiler seines Wagens, konnte aber schließlich noch Platz 8 erreichen.
Beide McLaren-Mercedes Piloten schieden bereits in der ersten Hälfte des Rennens mit Motorschäden aus. 13 Runden vor dem Ziel scheiterte Satō ebenfalls mit einem defekten Motor.

### Großer Preis von Kanada
| Platz | Fahrer               | Team             | Zeit        |
| ----- | -------------------- | ---------------- | ----------- |
| 1     | Michael Schumacher   | Ferrari          | 1:28:24,803 |
| 2     | Rubens Barrichello   | Ferrari          | + 5,108     |
| 3     | Jenson Button        | BAR-Honda        | + 20,409    |
| 4     | Giancarlo Fisichella | Sauber-Petronas  | + 1 Runde   |
| 5     | Kimi Räikkönen       | McLaren-Mercedes | + 1 Runde   |
| 6     | David Coulthard      | McLaren-Mercedes | + 1 Runde   |
| 7     | Timo Glock           | Jordan-Ford      | + 2 Runden  |
| 8     | Nick Heidfeld        | Jordan-Ford      | + 2 Runden  |

Der Große Preis von Kanada in Montreal fand am 13. Juni 2004 statt und ging über eine Distanz von 70 Runden (305,270 km).
Im Qualifying konnte Ralf Schumacher das erste Mal in dieser Saison die Pole-Position vor Button und Trulli erreichen. Nach dem Rennen stand Ralf Schumacher bei der Siegerehrung auf dem Podiumsplatz 2, wurde aber später aufgrund einer regelwidrigen Bremsbelüftung genauso wie sein Teamkollege Montoya und die beiden Toyota-Fahrer da Matta und Panis disqualifiziert.
Die beiden Renaults schieden das erste Mal in der Saison 2004 mit technischen Problemen aus. Auch Massa, Satō, Bruni und Webber fielen aufgrund von Problemen mit der Technik aus.
Jordan-Ersatzpilot Timo Glock kam als Elfter ins Ziel und rückte durch die Disqualifikationen der Williams und der Toyota auf den 7. Platz vor und holte damit zwei WM-Punkte.
Die schnellste Rennrunde fuhr Barrichello mit 1:13,622 Minuten kurz vor dem Rennende in Runde 68.

### Großer Preis der USA
| Platz | Fahrer             | Team             | Zeit        |
| ----- | ------------------ | ---------------- | ----------- |
| 1     | Michael Schumacher | Ferrari          | 1:40:29,914 |
| 2     | Rubens Barrichello | Ferrari          | + 2,950     |
| 3     | Takuma Satō        | BAR-Honda        | + 22,036    |
| 4     | Jarno Trulli       | Renault          | + 34,544    |
| 5     | Olivier Panis      | Toyota           | + 37,534    |
| 6     | Kimi Räikkönen     | McLaren-Mercedes | + 1 Runde   |
| 7     | David Coulthard    | McLaren-Mercedes | + 1 Runde   |
| 8     | Zsolt Baumgartner  | Minardi-Cosworth | + 3 Runden  |

Der Große Preis der USA in Indianapolis fand am 20. Juni 2004 statt und ging über eine Distanz von 73 Runden (306,016 km).
Die beste Startposition erreichte Barrichello vor Schumacher und Satō. Barrichello fuhr auch mit 1:10,399 Minuten die schnellste Rennrunde. Der Sieg ging jedoch erneut an Michael Schumacher.
Das Rennen hatte mit einer spektakulären Kollision zwischen Klien, Pantano, Massa und Bruni begonnen.
In der 10. Runde folgte ein schwerer Unfall von Ralf Schumacher, der auf der Start-Ziel-Geraden mit etwa 300 km/h rückwärts in die Streckenmauer der Steilkurve geprallt war. Schumacher konnte nicht selbst aus dem zerstörten Auto aussteigen und wurde direkt ins Krankenhaus eingeliefert.
Auch der zweite Williams-BMW Pilot Montoya konnte das Rennen nicht beenden. Er wurde 15 Runden vor Rennende disqualifiziert, weil er wenige Sekunden vor Beginn der Einführungsrunde in das Ersatzauto umgestiegen war, da bei seinem Wagen der Startmechanismus nicht funktionierte.

### Großer Preis von Frankreich
| Platz | Fahrer             | Team             | Zeit        |
| ----- | ------------------ | ---------------- | ----------- |
| 1     | Michael Schumacher | Ferrari          | 1:30:18,133 |
| 2     | Fernando Alonso    | Renault          | + 8,329     |
| 3     | Rubens Barrichello | Ferrari          | + 31,622    |
| 4     | Jarno Trulli       | Renault          | + 32,082    |
| 5     | Jenson Button      | BAR-Honda        | + 32,482    |
| 6     | David Coulthard    | McLaren-Mercedes | + 35,520    |
| 7     | Kimi Räikkönen     | McLaren-Mercedes | + 36,230    |
| 8     | Juan Pablo Montoya | Williams-BMW     | + 43,419    |

Der Große Preis von Frankreich in Magny-Cours fand am 4. Juli 2004 statt und ging über eine Distanz von 70 Runden (308,586 km).
Die Pole-Position hatte Alonso vor Michael Schumacher und Coulthard erreicht. Im Rennen konnte sich dennoch Schumacher gegen Alonso durchsetzen. Schumacher setzte erstmals in der Formel-1-Geschichte eine 4-Stopp Strategie ein und gewann damit.
McLaren-Mercedes gelang ein guter Auftakt des neuen MP4-19B: Coulthard wurde Sechster, Räikkönen Siebter.
Die schnellste Runde fuhr Michael Schumacher mit 1:15,377 Minuten. Nur zwei Fahrer konnten das Rennen nicht beenden: Baumgartner und Satō schieden vorzeitig aus.

### Großer Preis von Großbritannien
| Platz | Fahrer               | Team             | Zeit        |
| ----- | -------------------- | ---------------- | ----------- |
| 1     | Michael Schumacher   | Ferrari          | 1:24:42,700 |
| 2     | Kimi Räikkönen       | McLaren-Mercedes | + 2,130     |
| 3     | Rubens Barrichello   | Ferrari          | + 3,114     |
| 4     | Jenson Button        | BAR-Honda        | + 10,683    |
| 5     | Juan Pablo Montoya   | Williams-BMW     | + 12,173    |
| 6     | Giancarlo Fisichella | Sauber-Petronas  | + 12,888    |
| 7     | David Coulthard      | McLaren-Mercedes | + 19,668    |
| 8     | Mark Webber          | Jaguar-Cosworth  | + 23,701    |

Der Große Preis von Großbritannien in Silverstone fand am 11. Juli 2004 statt und ging über eine Distanz von 60 Runden (308,355 km).
Die Pole-Position erreichte Räikkönen vor Barrichello und Button. Michael Schumacher startete nur von Platz 4. Trotzdem konnte er seinen 10. Sieg im 11. Rennen dieser Saison feiern und fuhr mit 1:18,739 Minuten erneut die schnellste Rennrunde.
Jarno Trulli hatte in der 41. Runde einen spektakulären Unfall. Er verlor aufgrund einer gebrochenen Radaufhängung bei 250 km/h die Kontrolle über seinen Renault, raste in einen Reifenstapel und überschlug sich, blieb dabei aber unverletzt. Weitere Ausfälle waren von Pantano, Baumgartner und Panis zu verzeichnen.

### Großer Preis von Deutschland
| Platz | Fahrer             | Team             | Zeit        |
| ----- | ------------------ | ---------------- | ----------- |
| 1     | Michael Schumacher | Ferrari          | 1:23:54,848 |
| 2     | Jenson Button      | BAR-Honda        | + 8,388     |
| 3     | Fernando Alonso    | Renault          | + 16,351    |
| 4     | David Coulthard    | McLaren-Mercedes | + 19,231    |
| 5     | Juan Pablo Montoya | Williams-BMW     | + 23,055    |
| 6     | Mark Webber        | Jaguar-Cosworth  | + 41,108    |
| 7     | Antonio Pizzonia   | Williams-BMW     | + 41,956    |
| 8     | Takuma Satō        | BAR-Honda        | + 46,842    |

Der Große Preis von Deutschland in Hockenheim fand am 25. Juli 2004 statt und ging über eine Distanz von 66 Runden (301,884 km).
Durch den siebten Doppelerfolg hätte sich Ferrari bereits in diesem Rennen die Konstrukteursweltmeisterschaft sichern können. Barrichello wurde jedoch nach einer Kollision mit Coulthard direkt zu Beginn des Rennens und wegen der sich anschließenden Reparatur seines Wagens nur 12.
In Runde 14 verlor Räikkönen seinen Heckflügel und fuhr in einen Reifenstapel. Für ihn war damit das Rennen vorzeitig zu Ende, nachdem er zuvor mit 1:13,780 Minuten die schnellste Runde absolviert hatte. Auch Heidfeld und da Matta konnten das Rennen aufgrund von technischen Problemen nicht zu Ende fahren.
Michael Schumacher konnte seine Pole-Position erneut in einen Sieg umsetzen.

### Großer Preis von Ungarn
| Platz | Fahrer               | Team            | Zeit        |
| ----- | -------------------- | --------------- | ----------- |
| 1     | Michael Schumacher   | Ferrari         | 1:35:26,131 |
| 2     | Rubens Barrichello   | Ferrari         | + 4,696     |
| 3     | Fernando Alonso      | Renault         | + 44,599    |
| 4     | Juan Pablo Montoya   | Williams-BMW    | + 1:02,613  |
| 5     | Jenson Button        | BAR-Honda       | + 1:07,439  |
| 6     | Takuma Satō          | BAR-Honda       | + 1 Runde   |
| 7     | Antonio Pizzonia     | Williams-BMW    | + 1 Runde   |
| 8     | Giancarlo Fisichella | Sauber-Petronas | + 1 Runde   |

Der Große Preis von Ungarn in Magyoród fand am 15. August 2004 statt und ging über eine Distanz von 70 Runden (306,67 km).
Michael Schumacher fuhr mit 1:19,071 Minuten die schnellste Rennrunde, nachdem er bereits im Qualifying vor Barrichello und Satō die Pole-Position gewonnen hatte.
Ferrari erreichte durch den Doppelsieg von Schumacher und Barrichello den Titel des Konstrukteursweltmeisters. McLaren-Mercedes konnte erneut keine Punkte erlangen, Räikkönen schied wie beim letzten Rennen aus und auch Coulthard erreichte nur Rang 9.

### Großer Preis von Belgien
| Platz | Fahrer               | Team             | Zeit        |
| ----- | -------------------- | ---------------- | ----------- |
| 1     | Kimi Räikkönen       | McLaren-Mercedes | 1:32:35,274 |
| 2     | Michael Schumacher   | Ferrari          | + 3,132     |
| 3     | Rubens Barrichello   | Ferrari          | + 4,371     |
| 4     | Felipe Massa         | Sauber-Petronas  | + 12,504    |
| 5     | Giancarlo Fisichella | Sauber-Petronas  | + 14,104    |
| 6     | Christian Klien      | Jaguar-Cosworth  | + 14,614    |
| 7     | David Coulthard      | McLaren-Mercedes | + 17,970    |
| 8     | Olivier Panis        | Toyota           | + 18,693    |

Der Große Preis von Belgien in Spa-Francorchamps fand am 29. August 2004 statt und ging über eine Distanz von 44 Runden (306,812 km).
Die Pole-Position erreichte Trulli vor Michael Schumacher und Alonso. Räikkönen startete von Platz 10, konnte aber dennoch das Rennen gewinnen und fuhr mit 1:45,108 Minuten außerdem die schnellste Rennrunde.
Das Rennen begann bereits in der ersten Runde mit zwei Unfällen: Zuerst kollidierten Satō und Webber miteinander. Kurze Zeit später fuhr Pantano in den ausgefallenen Minardi von Bruni.
Für Michael Schumacher reichte Platz 2, um zum siebten Mal den Weltmeistertitel zu erreichen, da er nach 14 von 18 Rennen bereits mit 128 Punkten 40 Punkte Vorsprung auf Barrichello hatte.

### Großer Preis von Italien
| Platz | Fahrer               | Team             | Zeit        |
| ----- | -------------------- | ---------------- | ----------- |
| 1     | Rubens Barrichello   | Ferrari          | 1:15:18,448 |
| 2     | Michael Schumacher   | Ferrari          | + 1,347     |
| 3     | Jenson Button        | BAR-Honda        | + 10,197    |
| 4     | Takuma Satō          | BAR-Honda        | + 15,370    |
| 5     | Juan Pablo Montoya   | Williams-BMW     | + 32,352    |
| 6     | David Coulthard      | McLaren-Mercedes | + 33,439    |
| 7     | Antonio Pizzonia     | Williams-BMW     | + 33,752    |
| 8     | Giancarlo Fisichella | Sauber-Petronas  | + 35,431    |

Der Große Preis von Italien in Monza fand am 12. September 2004 statt und ging über eine Distanz von 53 Runden (306,720 km).
Die Pole-Position erreichte Barrichello vor Montoya und Michael Schumacher. Im Rennen war aufgrund von anfangs sehr feuchten Bedingungen die Reifenwahl entscheidend. Barrichello startete mit Regenreifen und kam deutlicher besser mit der nassen Fahrbahn klar, als die auf Trockenreifen gestarteten Konkurrenten. Michael Schumacher drehte sich und fiel damit zurück auf Platz 15. Panis büßte im engen Verkehr seinen Frontflügel ein und musste aufgeben.
Bereits vier Runden später war die Strecke deutlich trockener und nun lagen die Vorteile auf der Seite der Fahrer mit Trockenreifen, Barrichello musste daher sehr früh den ersten Boxenstopp einlegen, konnte das Rennen schließlich aber doch für sich entscheiden.
Die schnellste Rennrunde fuhr Barrichello mit 1:21,046 Minuten.

### Großer Preis von China
| Platz | Fahrer               | Team             | Zeit        |
| ----- | -------------------- | ---------------- | ----------- |
| 1     | Rubens Barrichello   | Ferrari          | 1:29:12,420 |
| 2     | Jenson Button        | BAR-Honda        | + 1,035     |
| 3     | Kimi Räikkönen       | McLaren-Mercedes | + 1,469     |
| 4     | Fernando Alonso      | Renault          | + 32,510    |
| 5     | Juan Pablo Montoya   | Williams-BMW     | + 45,193    |
| 6     | Takuma Satō          | BAR-Honda        | + 54,791    |
| 7     | Giancarlo Fisichella | Sauber-Petronas  | + 1:05,464  |
| 8     | Felipe Massa         | Sauber-Petronas  | + 1:20,080  |

Der Große Preis von China in Shanghai fand am 26. September 2004 statt und ging über eine Distanz von 56 Runden (305,256 km).
Das Rennen besiegelte mit dem Sieg Barrichellos, der sich beharrlich gegen die zwischenzeitlichen Angriffe Räikkönens wehrte, den zweiten Rang des Brasilianers in der Meisterschaft. Michael Schumachers Aufholjagd beim Start aus der Boxengasse, die ihn zwischenzeitlich bis auf den 10. Rang geführt hatte, verlief buchstäblich im Sande, als er nach einer Kollision mit dem Jaguar-Piloten Christian Klien kurz später nach einem Ausritt abseits der Piste zehn Sekunden verlor und nach seinem Boxenstopp hinter dem langsameren Jacques Villeneuve festhing. Nachdem dieser endlich in die Boxengasse abgebogen war, holte Schumacher wieder auf die Spitze auf, bis ihn ein Reifenschaden aussichtslos nach hinten warf. Somit musste er sich mit dem 12. Rang und der schnellsten Rennrunde zufriedengeben. Räikkönen, der mit einem kurzen Zwischenstint an Barrichello vorbeikommen sollte, wurde am Ende von Button aufgehalten, der ihn mit einer Zweistoppstrategie bis zum Ende des Rennens in Schach halten konnte.

### Großer Preis von Japan
| Platz | Fahrer               | Team             | Zeit         |
| ----- | -------------------- | ---------------- | ------------ |
| 1     | Michael Schumacher   | Ferrari          | 1:24:26,9851 |
| 2     | Ralf Schumacher      | Williams-BMW     | + 14,008     |
| 3     | Jenson Button        | BAR-Honda        | + 19,662     |
| 4     | Takuma Satō          | BAR-Honda        | + 31,781     |
| 5     | Fernando Alonso      | Renault          | + 37,767     |
| 6     | Kimi Räikkönen       | McLaren-Mercedes | + 39,302     |
| 7     | Juan Pablo Montoya   | Williams-BMW     | + 55,347     |
| 8     | Giancarlo Fisichella | Sauber-Petronas  | + 56,276     |

Der Große Preis von Japan in Suzuka fand am 10. Oktober 2004 statt und ging über eine Distanz von 53 Runden (307,573 km).
Im Qualifying erreichte Michael Schumacher vor seinem Bruder Ralf die Pole-Position. Diese Startplätze konnten die beiden auch im Rennen in die Platzierungen eins und zwei umsetzen.
Barrichello und Montoya hatten mit Startplatz 15 bzw. 13 eine schlechte Ausgangsposition, arbeiteten sich jedoch im Rennen kontinuierlich nach vorne. Montoya erreichte letztlich Platz 7, Barrichello konnte sich ebenfalls nach vorne verbessern, kollidierte jedoch mit Coulthard in der 38. Runde. Daraufhin mussten beide das Rennen mit gebrochener Radaufhängung beenden. Kurz zuvor hatte Barrichello noch mit 1:32,730 Minuten die schnellste Rennrunde absolviert.

### Großer Preis von Brasilien
| Platz | Fahrer             | Team             | Zeit        |
| ----- | ------------------ | ---------------- | ----------- |
| 1     | Juan Pablo Montoya | Williams-BMW     | 1:28:01,451 |
| 2     | Kimi Räikkönen     | McLaren-Mercedes | + 1,022     |
| 3     | Rubens Barrichello | Ferrari          | + 24,099    |
| 4     | Fernando Alonso    | Renault          | + 48,908    |
| 5     | Ralf Schumacher    | Williams-BMW     | + 49,740    |
| 6     | Takuma Satō        | BAR-Honda        | + 50,248    |
| 7     | Michael Schumacher | Ferrari          | + 50,626    |
| 8     | Felipe Massa       | Sauber-Petronas  | + 1:02,310  |

Der Große Preis von Brasilien in Interlagos fand am 24. Oktober 2004 statt und ging über eine Distanz von 71 Runden (305,909 km).
Montoya konnte in seinem letzten Rennen für Williams-BMW seinen ersten Saisonsieg erreichen und fuhr mit 1:11,473 Minuten die schnellste Rennrunde. Im Qualifying hatte Barrichello vor Montoya und Räikkönen die Pole-Position erreicht. Im Rennen fiel Barrichello auf Platz 3 zurück.
Michael Schumacher hatte nach einer Strafversetzung um zehn Plätze aufgrund eines unerlaubten, aber nach einem schweren Trainings-Unfall nötig gewordenen Motorenwechsels den 18. Startplatz erreicht und platzierte sich schließlich auf Rang 7. Trotz der daraus resultierenden niedrigen Punktezahl im letzten Saisonrennen schloss Schumacher die Saison in der Fahrerwertung mit 148 Punkten mit einer neuen Rekordzahl ab.

## Qualifyingduelle
| Fahrer               | :       | Fahrer             |
| Ferrari              | Ferrari | Ferrari            |
| -------------------- | ------- | ------------------ |
| Michael Schumacher   | 13:5    | Rubens Barrichello |
| Williams-BMW         |         |                    |
| Juan Pablo Montoya   | 8:4     | Ralf Schumacher    |
| Juan Pablo Montoya   | 2:0     | Marc Gené          |
| Juan Pablo Montoya   | 3:1     | Antonio Pizzonia   |
| McLaren-Mercedes     |         |                    |
| David Coulthard      | 6:12    | Kimi Räikkönen     |
| Renault              |         |                    |
| Jarno Trulli         | 8:7     | Fernando Alonso    |
| Jacques Villeneuve   | 1:2     | Fernando Alonso    |
| BAR-Honda            |         |                    |
| Jenson Button        | 11:7    | Takuma Satō        |
| Sauber-Petronas      |         |                    |
| Giancarlo Fisichella | 11:7    | Felipe Massa       |

| Fahrer             | :               | Fahrer            |
| Jaguar-Cosworth    | Jaguar-Cosworth | Jaguar-Cosworth   |
| ------------------ | --------------- | ----------------- |
| Mark Webber        | 16:2            | Christian Klien   |
| Toyota             |                 |                   |
| Cristiano da Matta | 5:7             | Olivier Panis     |
| Ricardo Zonta      | 1:3             | Olivier Panis     |
| Jarno Trulli       | 1:0             | Olivier Panis     |
| Jarno Trulli       | 1:0             | Ricardo Zonta     |
| Jordan-Ford        |                 |                   |
| Nick Heidfeld      | 11:3            | Giorgio Pantano   |
| Nick Heidfeld      | 4:0             | Timo Glock        |
| Minardi-Cosworth   |                 |                   |
| Gianmaria Bruni    | 12:6            | Zsolt Baumgartner |

## Weltmeisterschaftswertungen

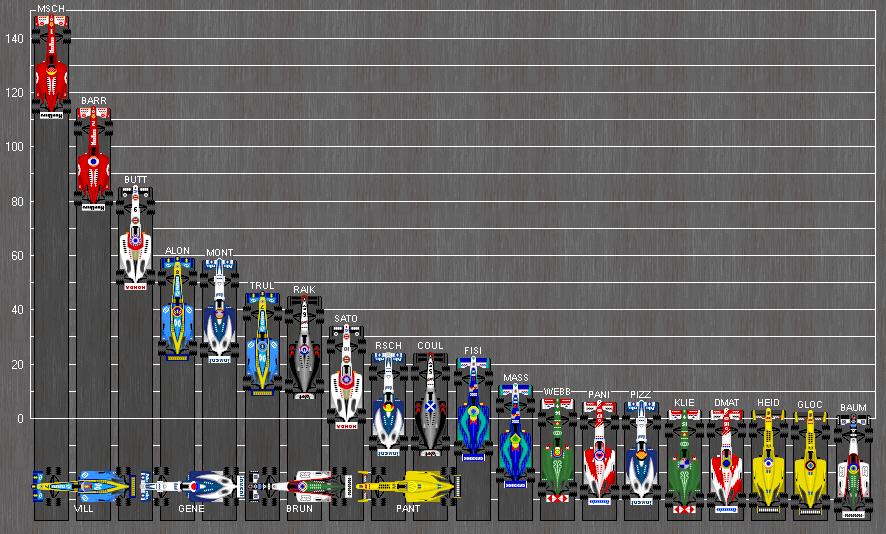
Fahrerwertung der Formel-1-Saison 2004

Weltmeister wird derjenige Fahrer bzw. Konstrukteur, der bis zum Saisonende am meisten Punkte in der Weltmeisterschaft angesammelt hat. Bei der Punkteverteilung werden die Platzierungen im Gesamtergebnis des jeweiligen Rennens berücksichtigt. Die acht erstplatzierten Fahrer jedes Rennens erhalten Punkte nach folgendem Schema:
| Platz  | 1  | 2 | 3 | 4 | 5 | 6 | 7 | 8 |
| Punkte | 10 | 8 | 6 | 5 | 4 | 3 | 2 | 1 |

### Fahrerwertung
| Pos. | Fahrer         | Konstrukteur     |     |     |     |     |     |     |     |     |     |     |     |     |     |     |     |     |     |     | Punkte |
| 01   | M. Schumacher  | Ferrari          | 1   | 1   | 1   | 1   | 1   | DNF | 1   | 1   | 1   | 1   | 1   | 1   | 1   | 2   | 2   | 12  | 1   | 7   | 148    |
| 02   | R. Barrichello | Ferrari          | 2   | 4   | 2   | 6   | 2   | 3   | 2   | 2   | 2   | 3   | 3   | 12  | 2   | 3   | 1   | 1   | DNF | 3   | 114    |
| 03   | J. Button      | BAR-Honda        | 6   | 3   | 3   | 2   | 8   | 2   | 3   | 3   | DNF | 5   | 4   | 2   | 5   | DNF | 3   | 2   | 3   | DNF | 85     |
| 04   | F. Alonso      | Renault          | 3   | 7   | 6   | 4   | 4   | DNF | 5   | DNF | DNF | 2   | 10  | 3   | 3   | DNF | DNF | 4   | 5   | 4   | 59     |
| 05   | J. Montoya     | Williams-BMW     | 5   | 2   | 13  | 3   | DNF | 4   | 8   | DSQ | DSQ | 8   | 5   | 5   | 4   | DNF | 5   | 5   | 7   | 1   | 58     |
| 06   | J. Trulli      | Renault          | 7   | 5   | 4   | 5   | 3   | 1   | 4   | DNF | 4   | 4   | DNF | 11  | DNF | 9   | 10  |     |     |     | 46     |
| 06   | J. Trulli      | Toyota           |     |     |     |     |     |     |     |     |     |     |     |     |     |     |     |     | 11  | 12  | 0      |
| 07   | K. Räikkönen   | McLaren-Mercedes | DNF | DNF | DNF | 8   | 11  | DNF | DNF | 5   | 6   | 7   | 2   | DNF | DNF | 1   | DNF | 3   | 6   | 2   | 45     |
| 08   | T. Satō        | BAR-Honda        | 9   | 15* | 5   | 16* | 5   | DNF | DNF | DNF | 3   | DNF | 11  | 8   | 6   | DNF | 4   | 6   | 4   | 6   | 34     |
| 09   | R. Schumacher  | Williams-BMW     | 4   | DNF | 7   | 7   | 6   | 10* | DNF | DSQ | DNF | INJ | INJ | INJ | INJ | INJ | INJ | DNF | 2   | 5   | 24     |
| 10   | D. Coulthard   | McLaren-Mercedes | 8   | 6   | DNF | 12  | 10  | DNF | DNF | 6   | 7   | 6   | 7   | 4   | 9   | 7   | 6   | 9   | DNF | 11  | 24     |
| 11   | G. Fisichella  | Sauber-Petronas  | 10  | 11  | 11  | 9   | 7   | DNF | 6   | 4   | 9*  | 12  | 6   | 9   | 8   | 5   | 8   | 7   | 8   | 9   | 22     |
| 12   | F. Massa       | Sauber-Petronas  | DNF | 8   | 12  | 10  | 9   | 5   | 9   | DNF | DNF | 13  | 9   | 13  | DNF | 4   | 12  | 8   | 9   | 8   | 12     |
| 13   | M. Webber      | Jaguar-Cosworth  | DNF | DNF | 8   | 13  | 12  | DNF | 7   | DNF | DNF | 9   | 8   | 6   | 10  | DNF | 9   | 10  | DNF | DNF | 7      |
| 14   | O. Panis       | Toyota           | 13  | 12  | 9   | 11  | DNF | 8   | 11  | DSQ | 5   | 15  | DNF | 14  | 11  | 8   | DNF | 14  | 14  |     | 6      |
| 15   | A. Pizzonia    | Williams-BMW     |     |     |     |     |     |     |     |     |     |     |     | 7   | 7   | DNF | 7   |     |     |     | 6      |
| 16   | C. Klien       | Jaguar-Cosworth  | 11  | 10  | 14  | 14  | DNF | DNF | 12  | 9   | DNF | 11  | 14  | 10  | 13  | 6   | 13  | DNF | 12  | 14  | 3      |
| 17   | C. da Matta    | Toyota           | 12  | 9   | 10  | DNF | 13  | 6   | DNF | DSQ | DNF | 14  | 13  | DNF |     |     |     |     |     |     | 3      |
| 18   | N. Heidfeld    | Jordan-Ford      | DNF | DNF | 15  | DNF | DNF | 7   | 10  | 8   | DNF | 16  | 15  | DNF | 12  | 11  | 14  | 13  | 13  | DNF | 3      |
| 19   | T. Glock       | Jordan-Ford      |     |     |     |     |     |     |     | 7   |     |     |     |     |     |     |     | 15  | 15  | 15  | 2      |
| 20   | Z. Baumgartner | Minardi-Cosworth | DNF | 16  | DNF | 15  | DNF | 9   | 15  | 10  | 8   | DNF | DNF | 16  | 15  | DNF | 15  | 16  | DNF | 16  | 1      |
| 21   | J. Villeneuve  | Renault          |     |     |     |     |     |     |     |     |     |     |     |     |     |     |     | 11  | 10  | 10  | 0      |
| 22   | R. Zonta       | Toyota           |     |     |     |     |     |     |     |     |     |     |     |     | DNF | 10* | 11  | DNF |     | 13  | 0      |
| 23   | M. Gené        | Williams-BMW     |     |     |     |     |     |     |     |     |     | 10  | 12  |     |     |     |     |     |     |     | 0      |
| 24   | G. Pantano     | Jordan-Ford      | 14  | 13  | 16  | DNF | DNF | DNF | 13  |     | DNF | 17  | DNF | 15  | DNF | DNF | DNF |     |     |     | 0      |
| 25   | G. Bruni       | Minardi-Cosworth | DNF | 14  | 17  | DNF | DNF | DNF | 14  | DNF | DNF | 18  | 16  | 17  | 14  | DNF | DNF | DNF | 16  | 17  | 0      |

| Legende  | Legende            | Legende                                                          |
| Farbe    | Abkürzung          | Bedeutung                                                        |
| -------- | ------------------ | ---------------------------------------------------------------- |
| Gold     | –                  | Sieg                                                             |
| Silber   | –                  | 2. Platz                                                         |
| Bronze   | –                  | 3. Platz                                                         |
| Grün     | –                  | Platzierung in den Punkten                                       |
| Blau     | –                  | Klassifiziert außerhalb der Punkteränge                          |
| Violett  | DNF                | Rennen nicht beendet (did not finish)                            |
| Violett  | NC                 | nicht klassifiziert (not classified)                             |
| Rot      | DNQ                | nicht qualifiziert (did not qualify)                             |
| Rot      | DNPQ               | in Vorqualifikation gescheitert (did not pre-qualify)            |
| Schwarz  | DSQ                | disqualifiziert (disqualified)                                   |
| Weiß     | DNS                | nicht am Start (did not start)                                   |
| Weiß     | WD                 | zurückgezogen (withdrawn)                                        |
| Hellblau | PO                 | nur am Training teilgenommen (practiced only)                    |
| Hellblau | TD                 | Freitags-Testfahrer (test driver)                                |
| ohne     | DNP                | nicht am Training teilgenommen (did not practice)                |
| ohne     | INJ                | verletzt oder krank (injured)                                    |
| ohne     | EX                 | ausgeschlossen (excluded)                                        |
| ohne     | DNA                | nicht erschienen (did not arrive)                                |
| ohne     | C                  | Rennen abgesagt (cancelled)                                      |
| ohne     | keine WM-Teilnahme |                                                                  |
| sonstige | P/fett             | Pole-Position                                                    |
| sonstige | 1/2/3/4/5/6/7/8    | Punktplatzierung im Sprint-/Qualifikationsrennen                 |
| sonstige | SR/kursiv          | Schnellste Rennrunde                                             |
| sonstige | *                  | nicht im Ziel, aufgrund der zurückgelegten Distanz aber gewertet |
| sonstige | ()                 | Streichresultate                                                 |
| sonstige | unterstrichen      | Führender in der Gesamtwertung                                   |

### Konstrukteurswertung
| Pos. | Konstrukteur     | Nr. |     |     |     |     |     |     |     |     |     |     |     |     |     |     |     |     |     |     | Punkte |
| 01   | Ferrari          | 01  | 1   | 1   | 1   | 1   | 1   | DNF | 1   | 1   | 1   | 1   | 1   | 1   | 1   | 2   | 2   | 12  | 1   | 7   | 262    |
| 01   | Ferrari          | 02  | 2   | 4   | 2   | 6   | 2   | 3   | 2   | 2   | 2   | 3   | 3   | 12  | 2   | 3   | 1   | 1   | DNF | 3   | 262    |
| 02   | BAR-Honda        | 09  | 6   | 3   | 3   | 2   | 8   | 2   | 3   | 3   | DNF | 5   | 4   | 2   | 5   | DNF | 3   | 2   | 3   | DNF | 119    |
| 02   | BAR-Honda        | 10  | 9   | 15* | 5   | 16* | 5   | DNF | DNF | DNF | 3   | DNF | 11  | 8   | 6   | DNF | 4   | 6   | 4   | 6   | 119    |
| 03   | Renault          | 07  | 7   | 5   | 4   | 5   | 3   | 1   | 4   | DNF | 4   | 4   | DNF | 11  | DNF | 9   | 10  | 11  | 10  | 10  | 105    |
| 03   | Renault          | 08  | 3   | 7   | 6   | 4   | 4   | DNF | 5   | DNF | DNF | 2   | 10  | 3   | 3   | DNF | DNF | 4   | 5   | 4   | 105    |
| 04   | Williams-BMW     | 03  | 5   | 2   | 13  | 3   | DNF | 4   | 8   | DSQ | DSQ | 8   | 5   | 5   | 4   | DNF | 5   | 5   | 7   | 1   | 88     |
| 04   | Williams-BMW     | 04  | 4   | DNF | 7   | 7   | 6   | 10* | DNF | DSQ | DNF | 10  | 12  | 7   | 7   | DNF | 7   | DNF | 2   | 5   | 88     |
| 05   | McLaren-Mercedes | 05  | 8   | 6   | DNF | 12  | 10  | DNF | DNF | 6   | 7   | 6   | 7   | 4   | 9   | 7   | 6   | 9   | DNF | 11  | 69     |
| 05   | McLaren-Mercedes | 06  | DNF | DNF | DNF | 8   | 11  | DNF | DNF | 5   | 6   | 7   | 2   | DNF | DNF | 1   | DNF | 3   | 6   | 2   | 69     |
| 06   | Sauber-Petronas  | 11  | 10  | 11  | 11  | 9   | 7   | DNF | 6   | 4   | 9*  | 12  | 6   | 9   | 8   | 5   | 8   | 7   | 8   | 9   | 34     |
| 06   | Sauber-Petronas  | 12  | DNF | 8   | 12  | 10  | 9   | 5   | 9   | DNF | DNF | 13  | 9   | 13  | DNF | 4   | 12  | 8   | 9   | 8   | 34     |
| 07   | Jaguar-Cosworth  | 14  | DNF | DNF | 8   | 13  | 12  | DNF | 7   | DNF | DNF | 9   | 8   | 6   | 10  | DNF | 9   | 10  | DNF | DNF | 10     |
| 07   | Jaguar-Cosworth  | 15  | 11  | 10  | 14  | 14  | DNF | DNF | 12  | 9   | DNF | 11  | 14  | 10  | 13  | 6   | 13  | DNF | 12  | 14  | 10     |
| 08   | Toyota           | 16  | 12  | 9   | 10  | DNF | 13  | 6   | DNF | DSQ | DNF | 14  | 13  | DNF | DNF | 10  | 11  | DNF | 11  | 12  | 9      |
| 08   | Toyota           | 17  | 13  | 12  | 9   | 11  | DNF | 8   | 11  | DSQ | 5   | 15  | DNF | 14  | 11  | 8   | DNF | 14  | 14  | 13  | 9      |
| 09   | Jordan-Ford      | 18  | DNF | DNF | 15  | DNF | DNF | 7   | 10  | 8   | DNF | 16  | 15  | DNF | 12  | 11  | 14  | 13  | 13  | DNF | 5      |
| 09   | Jordan-Ford      | 19  | 14  | 13  | 16  | DNF | DNF | DNF | 13  | 7   | DNF | 17  | DNF | 15  | DNF | DNF | DNF | 15  | 15  | 15  | 5      |
| 10   | Minardi-Cosworth | 20  | DNF | 14  | 17  | DNF | DNF | DNF | 14  | DNF | DNF | 18  | 16  | 17  | 14  | DNF | DNF | DNF | 16  | 17  | 1      |
| 10   | Minardi-Cosworth | 21  | DNF | 16  | DNF | 15  | DNF | 9   | 15  | 10  | 8   | DNF | DNF | 16  | 15  | DNF | 15  | 16  | DNF | 16  | 1      |

| Legende  | Legende            | Legende                                                          |
| Farbe    | Abkürzung          | Bedeutung                                                        |
| -------- | ------------------ | ---------------------------------------------------------------- |
| Gold     | –                  | Sieg                                                             |
| Silber   | –                  | 2. Platz                                                         |
| Bronze   | –                  | 3. Platz                                                         |
| Grün     | –                  | Platzierung in den Punkten                                       |
| Blau     | –                  | Klassifiziert außerhalb der Punkteränge                          |
| Violett  | DNF                | Rennen nicht beendet (did not finish)                            |
| Violett  | NC                 | nicht klassifiziert (not classified)                             |
| Rot      | DNQ                | nicht qualifiziert (did not qualify)                             |
| Rot      | DNPQ               | in Vorqualifikation gescheitert (did not pre-qualify)            |
| Schwarz  | DSQ                | disqualifiziert (disqualified)                                   |
| Weiß     | DNS                | nicht am Start (did not start)                                   |
| Weiß     | WD                 | zurückgezogen (withdrawn)                                        |
| Hellblau | PO                 | nur am Training teilgenommen (practiced only)                    |
| Hellblau | TD                 | Freitags-Testfahrer (test driver)                                |
| ohne     | DNP                | nicht am Training teilgenommen (did not practice)                |
| ohne     | INJ                | verletzt oder krank (injured)                                    |
| ohne     | EX                 | ausgeschlossen (excluded)                                        |
| ohne     | DNA                | nicht erschienen (did not arrive)                                |
| ohne     | C                  | Rennen abgesagt (cancelled)                                      |
| ohne     | keine WM-Teilnahme |                                                                  |
| sonstige | P/fett             | Pole-Position                                                    |
| sonstige | 1/2/3/4/5/6/7/8    | Punktplatzierung im Sprint-/Qualifikationsrennen                 |
| sonstige | SR/kursiv          | Schnellste Rennrunde                                             |
| sonstige | *                  | nicht im Ziel, aufgrund der zurückgelegten Distanz aber gewertet |
| sonstige | ()                 | Streichresultate                                                 |
| sonstige | unterstrichen      | Führender in der Gesamtwertung                                   |